# Like It Is (1998)
Like It Is ist ein britischer schwuler Liebesfilm aus dem Jahr 1998. Unter der Regie von Paul Oremland erzählt er die Liebesgeschichte von Matt und Craig, die sich gegen heftige Widerstände bewähren muss.

## Handlung
Matt ist Musikmanager in London und träumt davon, seinen eigenen Club zu besitzen. Er promotet seine Mitbewohnerin Paula, eine Popsängerin, die er zu ihrem Auftritt in einem Schwulenclub in Blackpool begleitet. Dort hat einen One-Night-Stand mit Craig, einem jungen arbeitslosen Amateurboxer, der sich mit illegalen Boxkämpfen durchschlägt. Craig ist fasziniert von dem coolen Manager und folgt Matt nach London. Matt lädt ihn ein, bei ihm zu wohnen, aber Paula ist darüber nicht erfreut. Ebenfalls nicht erfreut ist Matts Boss, Kelvin, gespielt von Roger Daltrey, der Matt die Möglichkeit geben will, die Leitung seines Club zu übernehmen. Matt und Craig müssen sich gegen bösartige Intrigen und einigen Gegenwind wehren. Sie verlieren sich und finden nach einer emotionalen Achterbahnfahrt wieder zueinander.

## Rezeption
Like It Is aus dem Jahr 1998 gilt in der Filmkritik als schwules Sittengemälde der späten 1990er Jahre und zählt zu den Klassikern des britischen Queer Cinemas. Der Film beeindruckt mit vielen muskulösen Männern und Boxkämpfen. Derek Elley lobt ihn in Variety als respektablen Low-Budget-Film eines Regiedebütanten. Ralf Schenk beschreibt Like It Is als sozial präzise beobachtet, dramaturgisch jedoch einfach strukturiert und manchmal etwas didaktisch.

## Festivals
- 1998: Outfest, Los Angeles Gay & Lesbian Film Festival
- 1998: Frameline, San Francisco International LGBTQ Film Festival

## Produktion und Veröffentlichung
Like It Is wurde in Europa am 7. August 1999 auf DVD herausgebracht. Eine Neuveröffentlichung am 19. Mai 2004 erfolgte in einer DVD-Box mit dem Titel The Best of Gay Britain zusammen mit den Titeln The Wolves of Kromer und Boyfriends. Im deutschsprachigen Raum war der Kinostart am 17. Februar 2000 bei Salzgeber. Auf DVD und Vod erfolgte der Start im deutschsprachigen Raum 2024.